# Orchesia cultriformis
Orchesia cultriformis es una especie de coleóptero de la familia Tetratomidae.

## Distribución geográfica
Habita en Quebec Canadá.